# Križna Gora, Ajdovščina
Križna Gora je naselje v Občini Ajdovščina.